# Römer und Bajuwaren Museum Burg Kipfenberg

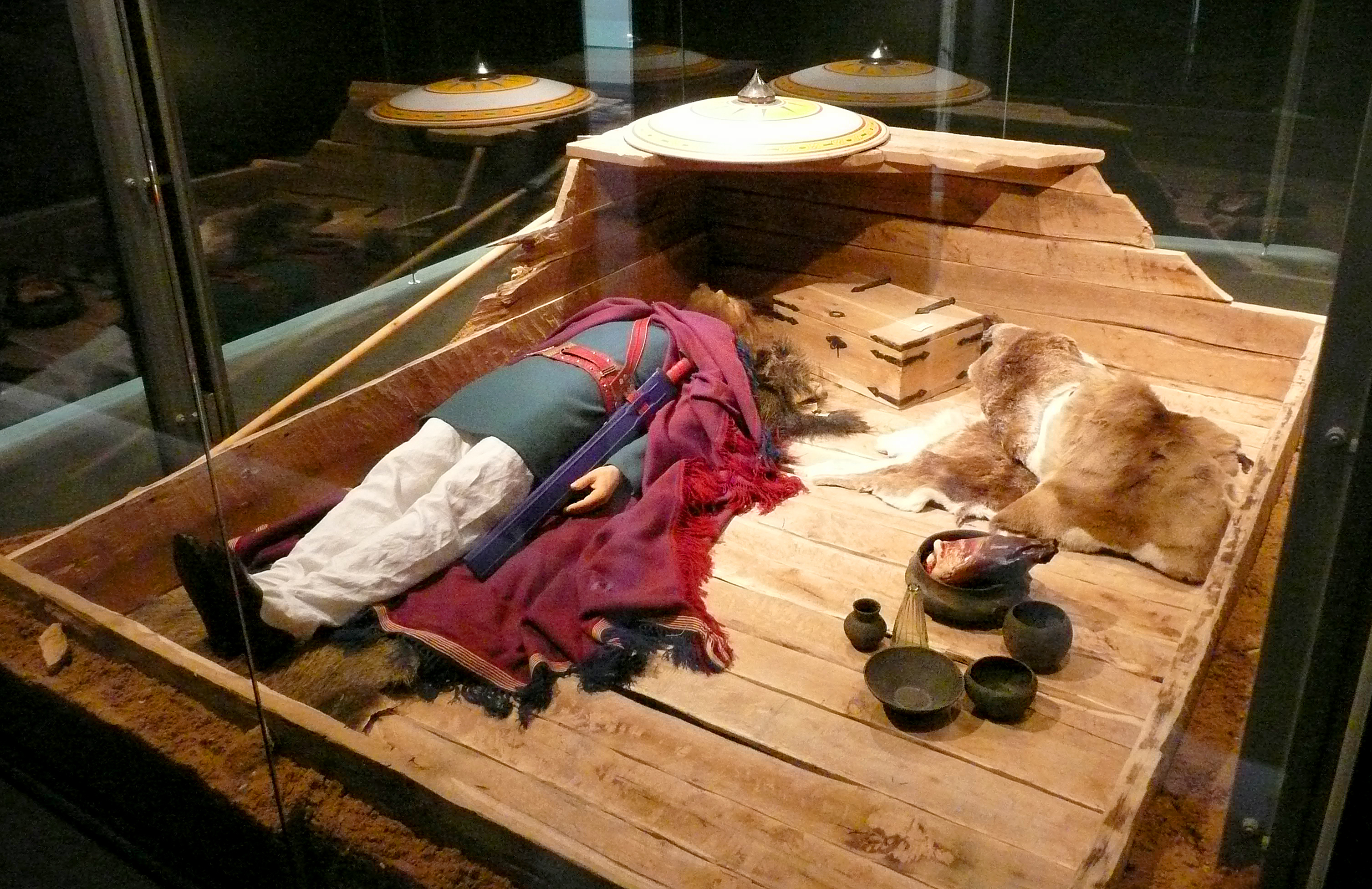
Grabrekonstruktion des Kriegers von Kemathen im Museum

Das Römer und Bajuwaren Museum Burg Kipfenberg ist ein archäologisches, volkskundliches und heimatkundliches Museum im Markt Kipfenberg im oberbayerischen Landkreis Eichstätt. Es befindet sich in einem ehemaligen Wirtschaftsgebäude der Burg Kipfenberg.
Der Schwerpunkt des Museums liegt auf der Darstellung der Römerzeit in der Provinz Raetia, Aufbau und Fall des Limes, der Völkerwanderungszeit und der Zeit der ersten Bajuwaren in der Region Altmühltal. Das Museum wurde 1999 vom Verein der Freunde und Förderer des Römer und Bajuwaren Museums Burg Kipfenberg e. V. gegründet und bis 2017 betrieben. Es ist ein Partnermuseum der Archäologischen Staatssammlung in München. Seit April 2018 hat die Marktgemeinde Kipfenberg die alleinige personelle und organisatorische Verantwortung für das Museum übernommen. Seit Juli 2006 ist dort auch der regionale Infopoint Limes untergebracht.
Anlass für den Aufbau des Museums war die Entdeckung eines aufsehenerregenden germanischen Kriegergrabes mit einer reichhaltigen Beigabenausstattung in Kemathen, einem Ortsteil von Kipfenberg im Jahr 1990. Der Krieger von Kemathen war ein germanischer Söldner im Dienste der römischen Armee, der in der ersten Hälfte des 5. Jahrhunderts lebte. Dieser Fundkomplex und weitere Funde der Region werden zusammen mit rekonstruierten Objekten präsentiert. Programme zur Museumspädagogik, Sonderausstellungen, Museumsfeste und Programme für Erwachsene ergänzen die Ausstellung.
Für die Initiierung und Leitung des Museums erhielten Juliane und Günter Schwartz 2017 die Denkmalschutzmedaille des Freistaats Bayern.
Weitere Exponate des Museums:

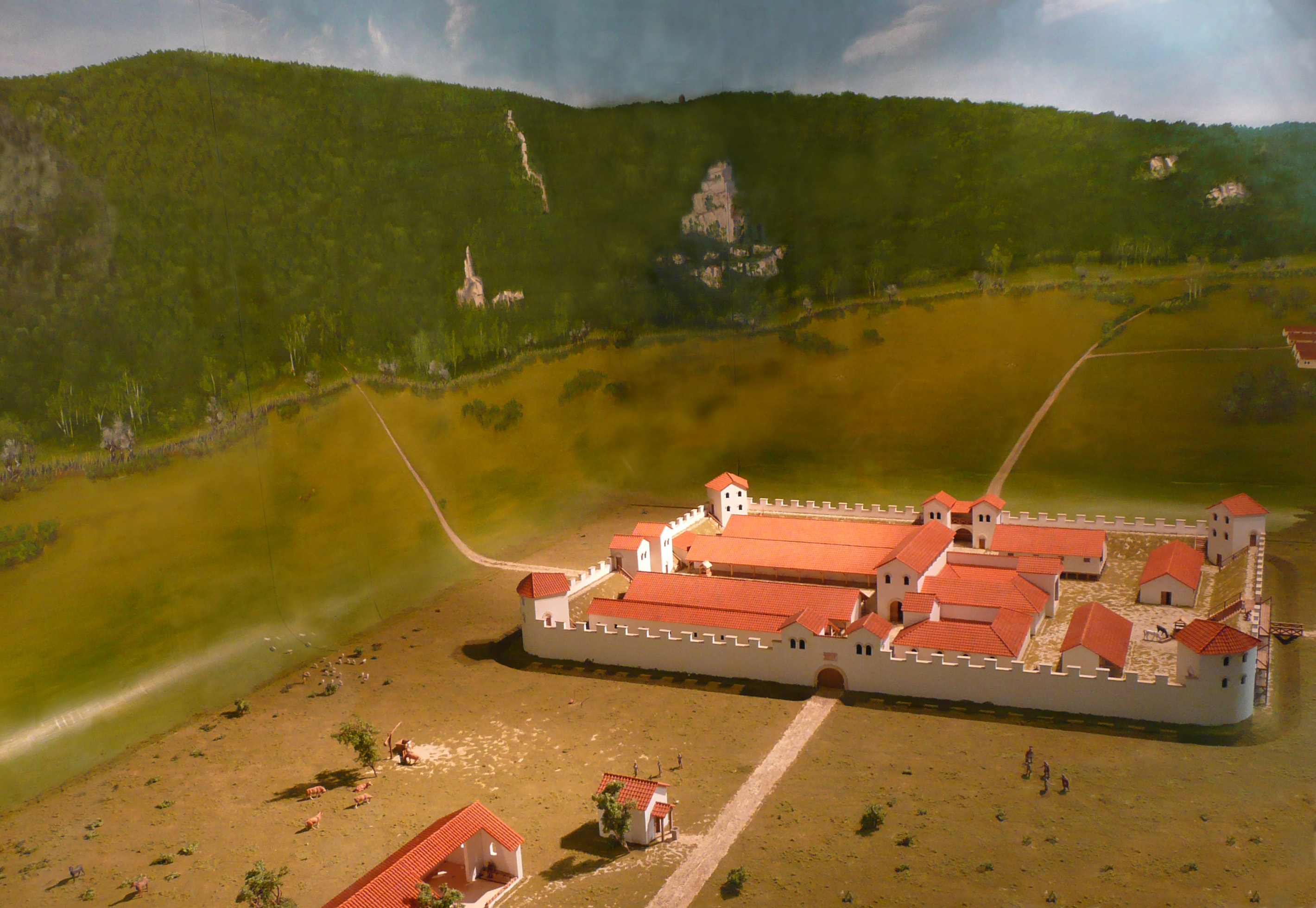
Modell des Römerkastells Böhming
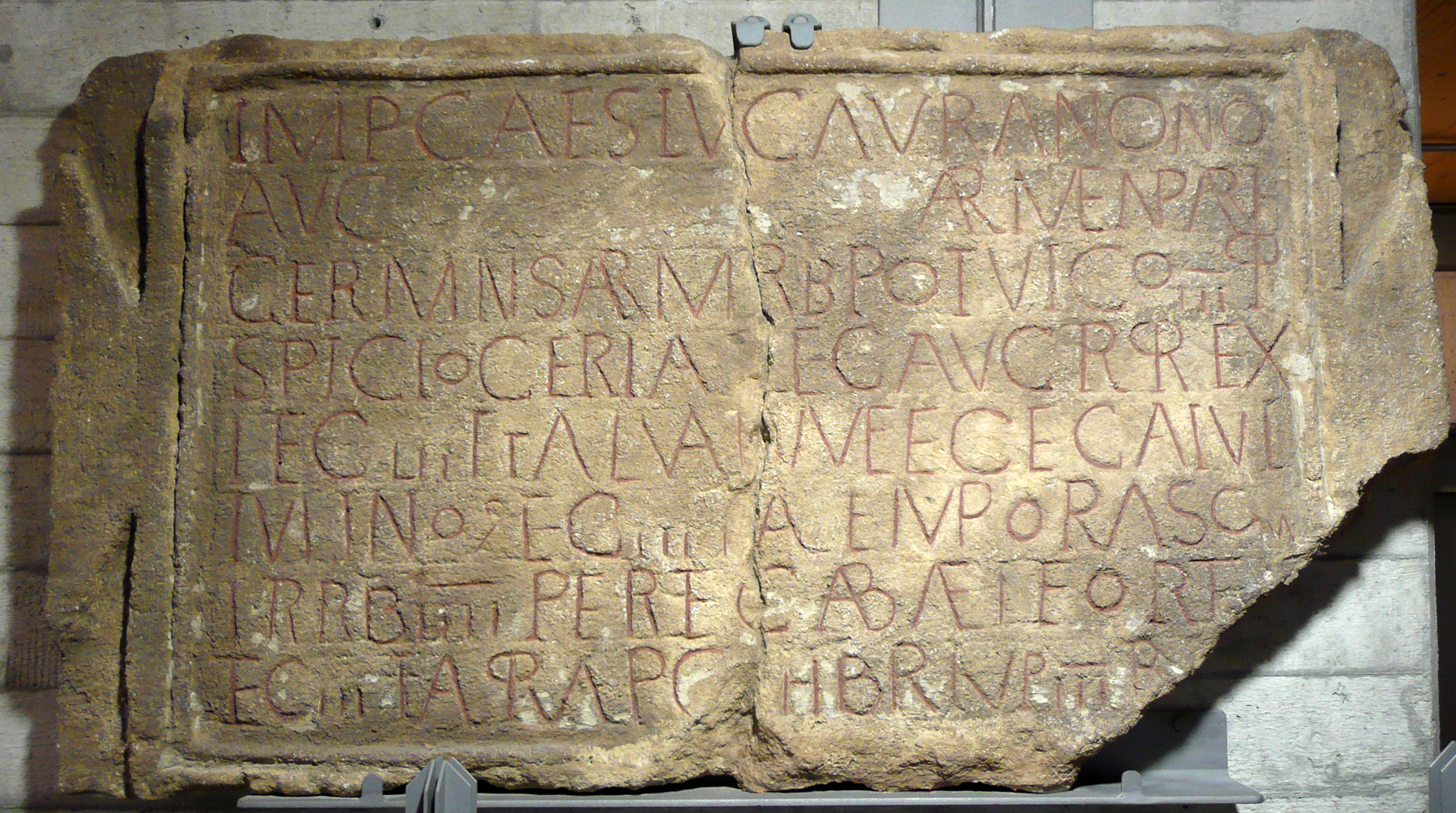
Bauinschrift des Römerkastells Böhming